# Зеленай, Павол
Па́вол Зе́ленай (словац. Pavol Zelenay, 15 апреля 1928, Зохор, Братиславский край — 8 июля 2024) — словацкий композитор, продюсер, музыкант и музыкальный критик, наиболее известный как соучредитель конкурса популярной песни «Братиславская лира».

## Биография
Павол Зеленай родился 15 апреля 1928 года в деревне Зохор района Малацки в семье юриста Эмиля Зеленая и Магдалены (урождённой Крижановой). Он был старшим из четырёх детей. Уже во время учёбы в гимназии в Пьештянах он был участником студенческого ансамбля «Tiger Jazz Band».
После школы он поступил на инженерно-строительную программу в Словацкий технологический университет в Братиславе, одновременно изучая игру на кларнете. В 1950 году он записал свою первую песню в студии Словацкого радио. С 1967 по 1984 год Зеленай возглавлял отдел популярной музыки Словацкого радио, где он сыграл решающую роль в обеспечении платформы для новых групп и начинающих музыкантов. Он был продюсером первого словацкого рок-альбома Zvonky zvoňte группы Prúdy. В 1990 году он ушёл из Словацкого радио, но продолжил свою работу в качестве внештатного сотрудника.
В 1966 году Зеленай и музыкант Ян Сивачек основали фестиваль «Братиславская лира», вдохновлённый примером музыкального фестиваля в Сан-Ремо. Фестиваль помог начать карьеру будущих звёзд словацкой поп-музыки, в том числе групп Elán, Modus и Марики Гомбитовой.

## Награды
- В 2011 году Зеленай был награждён орденом Людовита Штура 3-й степени президентом Словакии Иваном Гашпаровичем за жизненный вклад в развитие словацкой музыки[11].
- В 2011 году он был введён в Зал славы[англ.] словацкой поп-музыки[12].

## Смерть
Зеленай умер 8 июля 2024 года в возрасте 96 лет.